# 自画像 (ダヴィッド)
『自画像』（じがぞう、仏: Autorretrato, 英: Self-Portrait）は、フランスの新古典主義の巨匠ジャック＝ルイ・ダヴィッドが1794年に制作した自画像である。油彩。ダヴィッドの自画像はいくつか知られているが、本作品は1794年夏のテルミドール9日のクーデターで逮捕されたダヴィッドがオテル・デ・フェルム（Hôtel des Fermes）に投獄されていた間に制作した。ダヴィッドの3点知られている自画像のうち最後に制作され、画家によってかつての弟子ジャン＝バティスト・イザベイに贈られた。現在はパリのルーヴル美術館に所蔵されている。

## 制作背景
ダヴィッドはジャコバン派の活動的なメンバーであり、マクシミリアン・ロベスピエールと親しい関係にあった。1794年7月27日にテルミドールのクーデターが勃発したとき、国民議会に出席していたロベスピエールと多くの支持者が逮捕され、その翌日に断頭台で処刑された。ダヴィッドは国民議会に出席していなかったため処刑を免れた。しかし同年8月2日に逮捕されたダヴィッドはその日のうちにオテル・デ・フェルムの留置所に投獄された。しかし独房での生活は非常に寛大で、すでに3月に離婚していた妻も子供を連れて面会に訪れた。また弟子のピエール＝マクシミリアン・ドラフォンテーヌはダヴィッドが自画像を描くために使用した絵画の道具と鏡を持ってきてくれた。その後ダヴィッドはリュクサンブール宮殿に移され、そこで『リュクサンブール庭園の眺め』（Vue du jardin du Luxembourg à Paris）を制作した。

## 作品

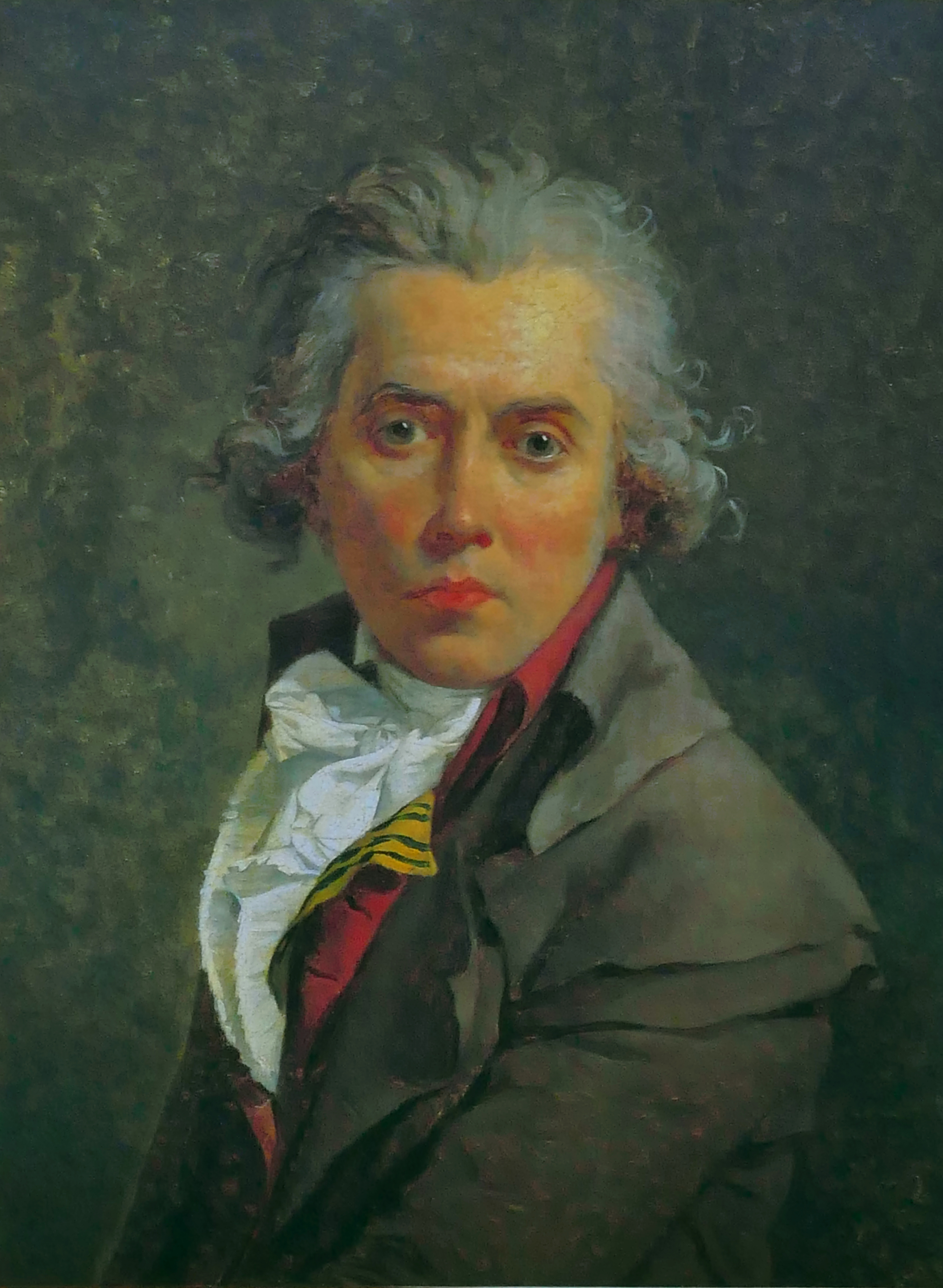
1791年の『自画像』。ウフィツィ美術館所蔵。

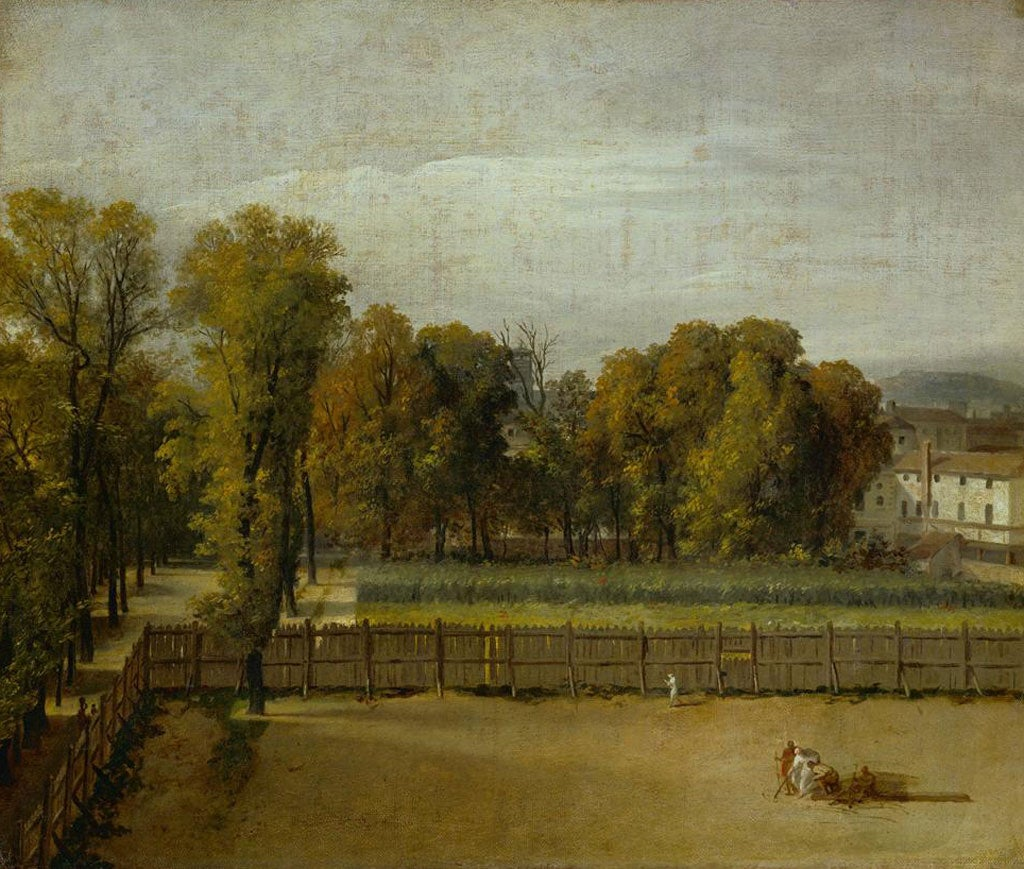
1794年の『リュクサンブール庭園の眺め』。ルーヴル美術館所蔵。

ダヴィッドは絵筆とパレットを持つ自分自身を描いている。彼は黄灰色の無地の背景の前で肘掛け椅子に座っている。ダヴィッドは1790年代の典型的なファッションスタイルである栗色の広い襟の付いた濃い色のオーバーコートと白いシャツを着て、同じ色のスカーフを巻いている。ダヴィッドの背後には肘掛け椅子の背もたれが見え、人物像は画面右上から差し込む光で照らされている。
ダヴィッドは大柄な体格の持ち主で、フェンシングで鍛えた均整の取れた身体をしていた。しかしフェンシングはまたダヴィッドの顔の左頬に生涯消えない傷をつけた。傷は腫瘍となって次第に膨れ上がり、本作品を描いたとき腫瘍はまだ良性であったが、やがてダヴィッドを苦しめることになる。ダヴィッドは鏡を使って肖像画を描いており、それゆえ手の位置など肖像画の他の側面にも影響を与えている。ダヴィッドは本来右利きであったが、肖像画では左手で筆を持ち、右手でパレットを持っている。これは右利きの画家が一般的に自分自身を描写する方法とは対照的である。同様にフェンシングの怪我によってできたダヴィッドの頬の腫瘍は、肖像画では右頬にあるように描かれているが、実際には左頬にあった。傷痕も部分的に影で隠れている。
ダヴィッドは意志が強く、打ち解けにくい反面、情熱的で興奮しやすい自身の性格をよく描き出している。それゆえこの肖像画を見ることで、なぜダヴィッドが熱心に革命に没頭してしまったのか理解できる。ダヴィッドの訝しげな視線が鑑賞者に対して迫ってくる。彼が自分自身をより力強く描こうとしたことは絵筆とパレットを強く握りしめた指からうかがえる。
ダヴィッドはこの肖像画を描いたとき46歳であり、もはや若くない自身を若者として描いている。実際にダヴィッドが3年前に描いた自画像の髪はより白髪で、目もくぼんでおり、より成熟した外見をしている。

### 分析
本作品はダヴィッドが制作した3点の自画像のうち最後に描かれた作品である。ダヴィッドは自画像を公に展示することはなく、この肖像画は弟子のジャン＝バティスト・イザベイに与えた。これらの事実により、美術史家はダヴィッドの自画像制作を自己同一性と内省の実践であると見なしている。ダヴィッドの逮捕およびロベスピエールとその支持者の処刑はダヴィッドの政治的キャリアの終焉を意味しており、前政権でのより積極的な役割を果たしたためにダヴィッドは自身のアイデンティティを再評価する必要性を感じたのかもしれない。
ダヴィッドの肖像画に典型的であるニュートラルな背景は閉じ込められている印象を与える。肖像画ではダヴィッドは自身の胸像だけでなく、筆とパレットを持った手をも描くことを選んだ。これは政治活動家ではなく画家としてのアイデンティティを補強することで処刑を回避するための、ダヴィッドの戦略的な動きだったのかもしれないと言われている。この説は自身が単純で素朴な画家であるという考えを後押しするために、バラ色の頬、乱れた髪、ロマン主義的な様式で若い頃の自分自身を描くというダヴィッドの決断によって支持されている。美術史家ダグラス・クーパーによると、ダヴィッドの顔と表情の描写は彼が自覚を欠いていることを示しており、ダヴィッドは政治的行動を起こした一方で先見性と到達すべき目標が欠けていたことを鑑賞者に確信させるという。ダヴィッドの控えめな外見は腫瘍によって左頬下部が変形したためかもしれないが、自画像では顔が非対称に分割されているように見える。顔の左側は垂れ下がっており、眉間にしわを寄せてわずかにしかめ面をしている。この構図と顔を覆う影とが組み合わさり、真剣さと決意の感覚を暗示していると示唆されている。しかし顔の右側は穏やかな表情をした別の人物を示している。ダグラス・クーパーは、この分割は政治活動家と無実の画家というダヴィッドの2つの側面を表していると主張した。

## 来歴
未完成のままであった肖像画は、正確な日付は不明であるがダヴィッド自身によって弟子であった画家のジャン＝バティスト・イザベイに贈られた。その後、やはり日付は不明であるが息子の画家ウジェーヌ・イザベイに贈られ、1852年12月にウジェーヌによってルーヴル美術館に寄贈された。第二次世界大戦中はロット県のモンタル城で保管され、1946年3月20日にモンタル城からルーヴル美術館に戻された。

## 切手
本作品はしばしば切手の図案として採用されている。フランスでは1789年のフランス革命に関する1950年の切手シリーズの一部として、画家・版画家のルネ・コテによって左右反転した図像が刻まれ、切手として印刷された。この切手シリーズには、他の革命家ジョルジュ・ダントン、マクシミリアン・ロベスピエール、アンドレ・シェニエ、ラザール・カルノー、ルイ＝ラザール・オッシュが含まれていた。